# Gare de Hiro
La gare de Hiro (広駅, Hiro-eki) est une gare ferroviaire de la ville de Kure, dans la préfecture d'Hiroshima au Japon. La gare est exploitée par la compagnie JR West.

## Situation ferroviaire
La gare de Hiro est située au point kilométrique (PK) 60,2 de la ligne Kure.

## Historique
La gare de Hiro a été inaugurée le 24 mars 1935.

## Service des voyageurs

### Accueil
La gare dispose d'un bâtiment voyageurs, avec guichets, ouvert tous les jours.

### Desserte
- Ligne Kure :
  - voies 1 à 3 : direction Kure et Hiroshima ou direction Mihara